# Lintlhof

## Geographie
Lintlhof ist ein Stadtteil von Riedenburg im niederbayerischen Landkreis Kelheim.

## Lage
Die Einöde liegt im Naturpark Altmühltal südlich des Hauptortes.

## Geschichte
Bis 1980 waren hier zwei Vollerwerbslandwirtschaften in Betrieb. Eine Hoffläche ist verpachtet, die andere inzwischen verkauft und wird von einem ortsnahen Landwirt bewirtschaftet.
Inzwischen gehört der Lintlhof einer Erbengemeinschaft mit knapp 50 Ha. er ist zu etwa der Hälfte verpachtet.

## Natur und Freizeit
Über den Ort Lintlhof (früher „Lindlhof“, urkundlich 1816 erwähnt) sind beschilderte Wanderwege vom Altmühltal in das Schambachtal zu begehen. Einen Wanderweg für Geübte mit guten Wanderschuhen und Schwindelfreiheit gibt es zwischen Lintlhof und Riedenburg über den Kreuzfelsen. Besonders hervorzuheben ist der Jura-Trockenrasen an den Hängen des Lintlbergs und auf der Anhöhe mit einer teilweise sehr seltenen und geschützten Flora und Fauna.
Ein Schäfer weidet derzeit die Flächen im Jahr mehrmals ab, um Wildwuchs zu vermeiden.

## Sehenswürdigkeit
Im Jahre 1816 (das sogenannte Jahr ohne Sommer) wurde in der Einöde eine Feldkapelle errichtet. Die „Lintlhof-Kapelle“, welche äußerlich einmal von Pilgern hergerichtet wurde, steht jetzt unter dem Aktenzeichen D-2-73-164-166 in der Denkmalliste und ist seit 1836 der zentrale Ausgangspunkt für Pilger von der Gegend Riedenburgs nach Altötting. Sie wurde in den 1970er Jahren ausgeraubt. Die Lintlhof-Kapelle sowie die beiden hundertjährigen Linden stehen auf städtischem Grund und sind Eigentum der Stadt Riedenburg.

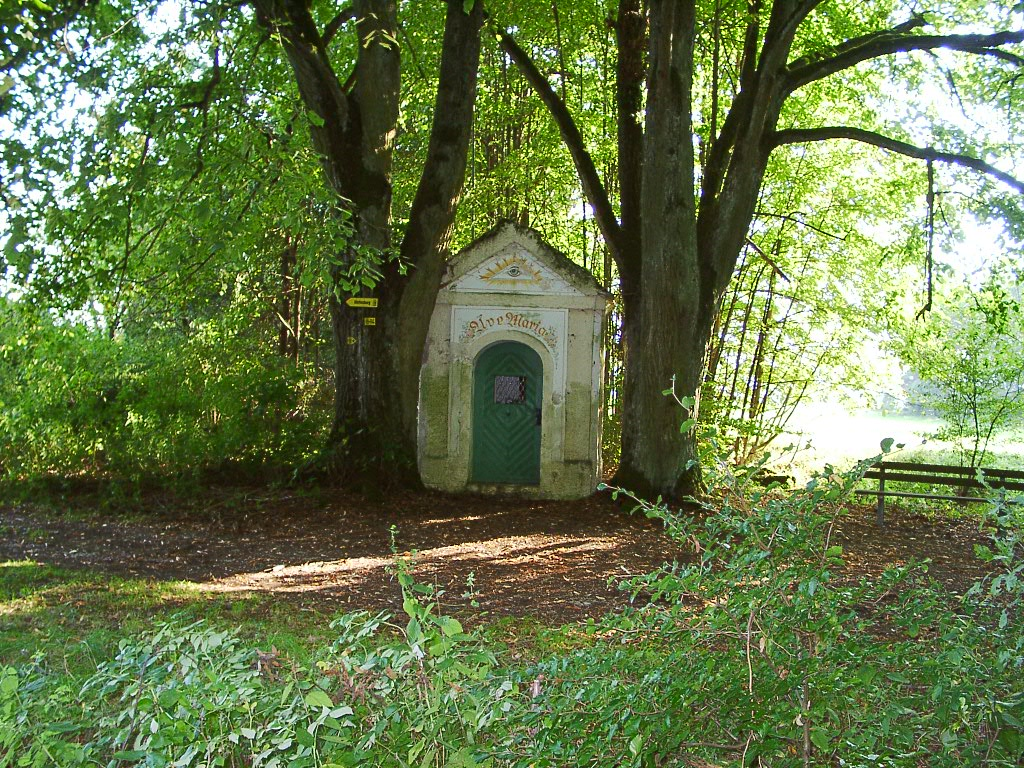
Kapelle bei Lintlhof
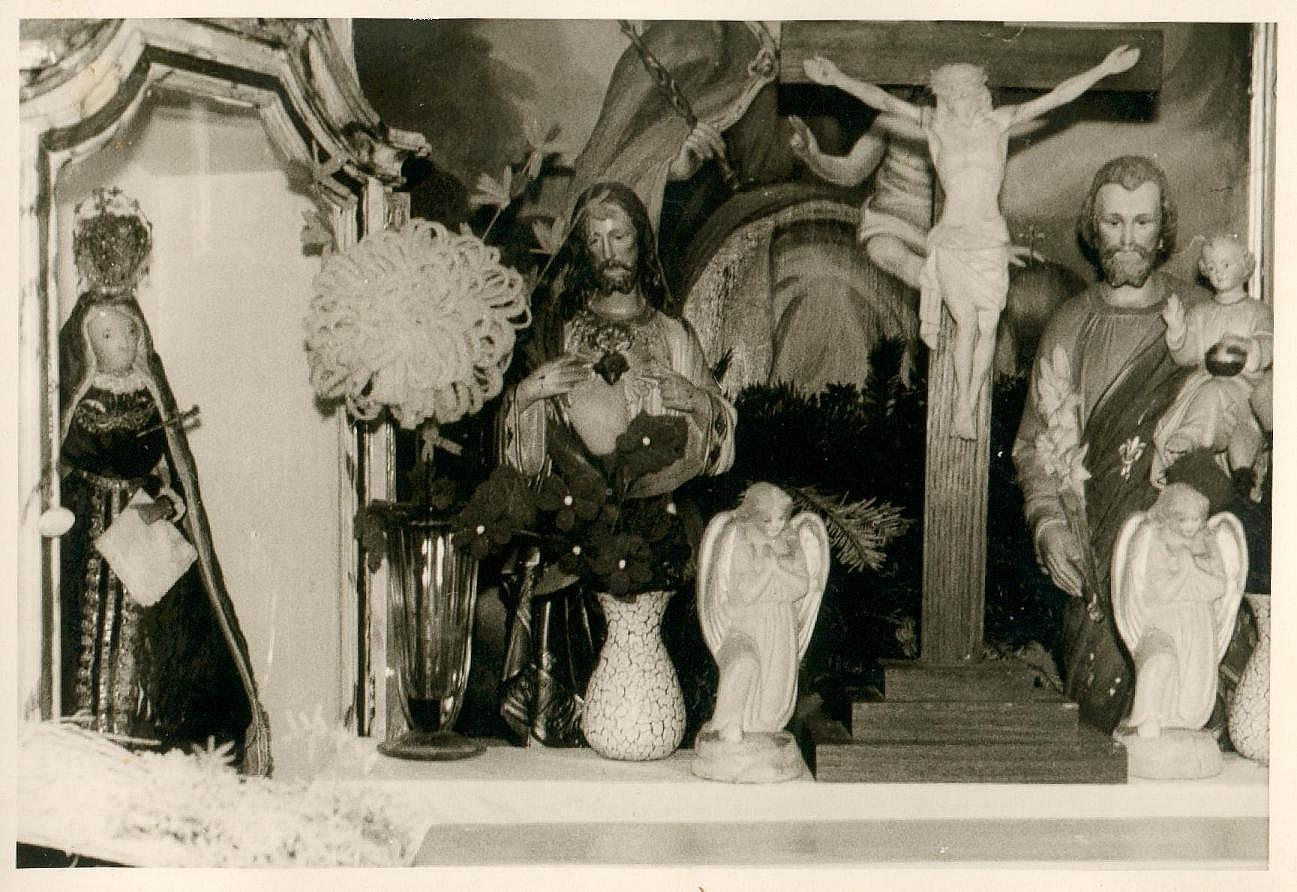
Innenaufnahme der Lintlhof-Kapelle (um 1960)
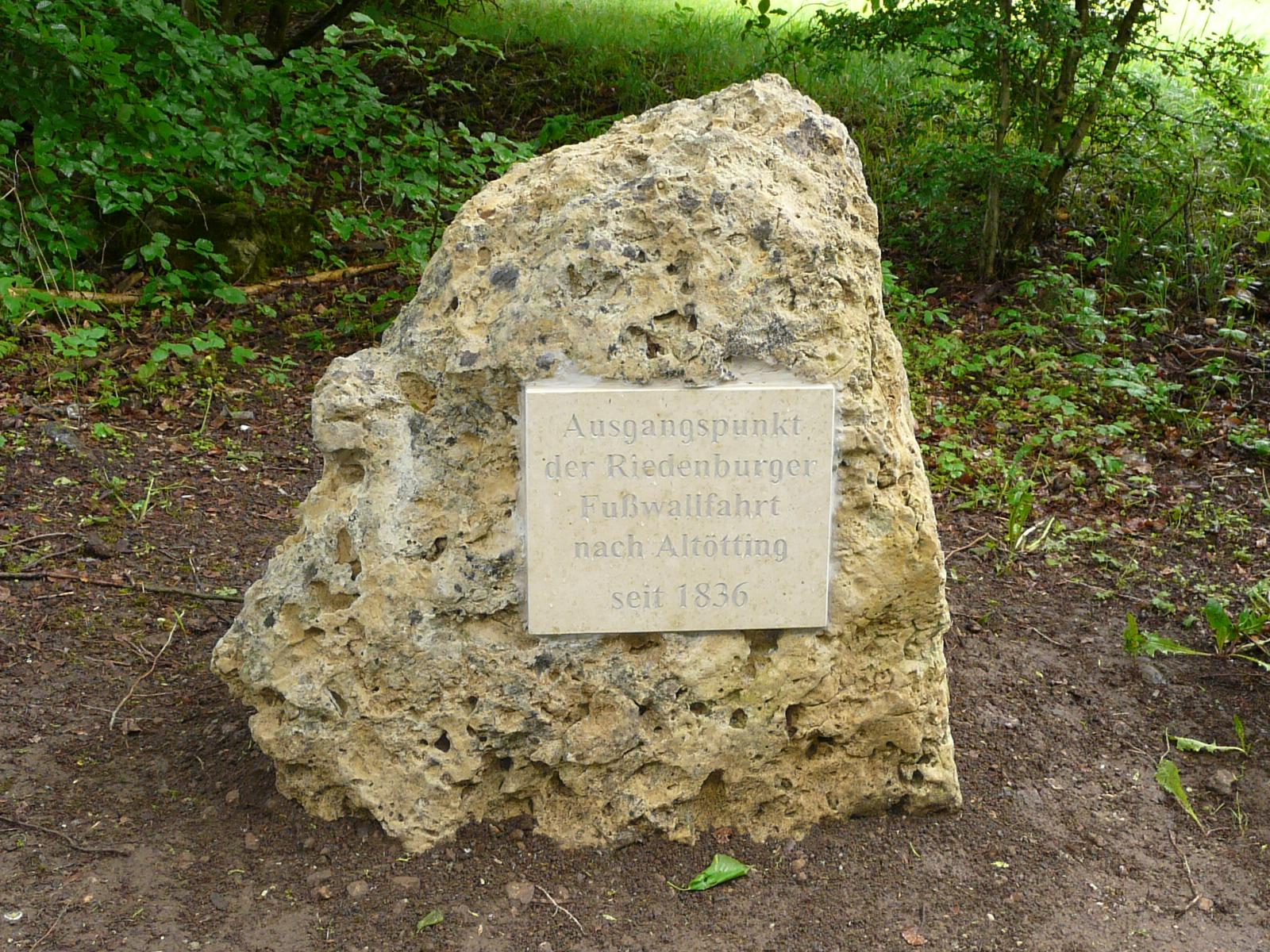
Ausgangspunkt zur Wallfahrt nach Altötting
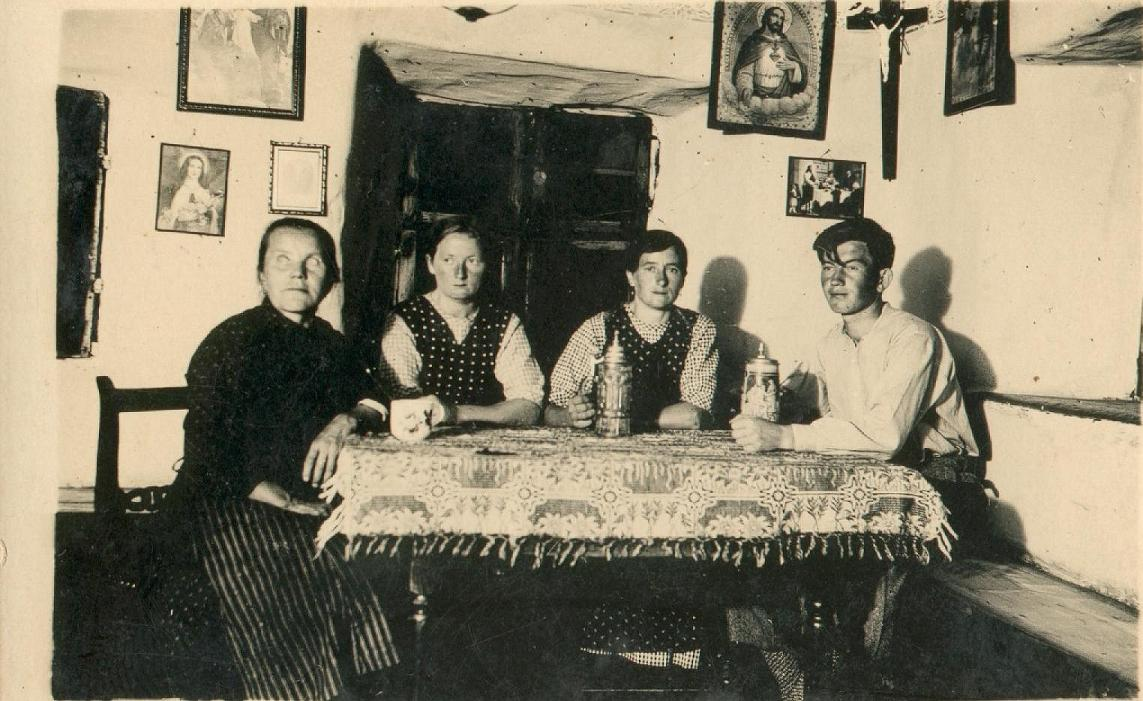
Bewohner von Lintlhof (um 1935)
Magerrasenfläche bei Lintlhof
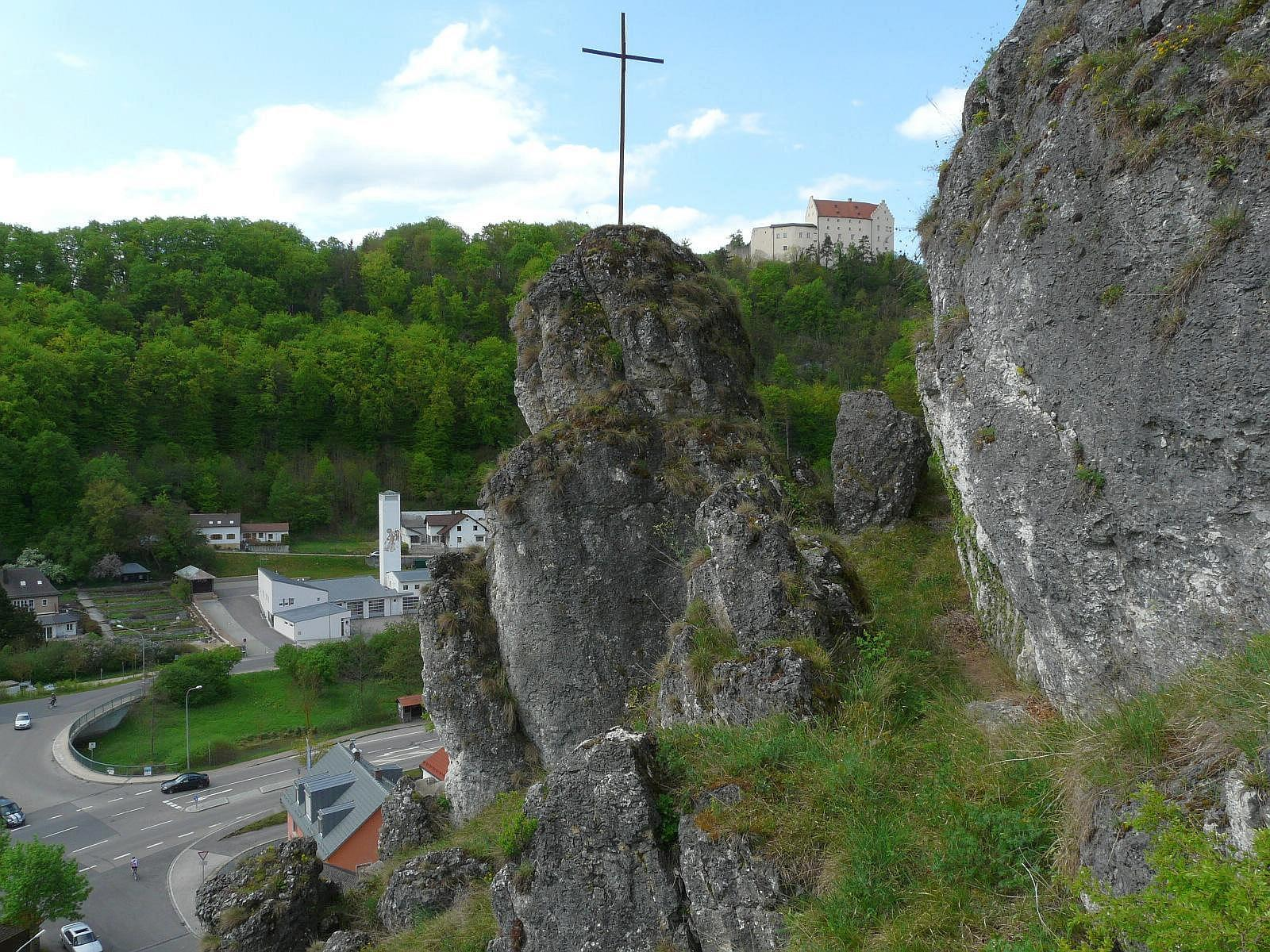
Kreuzfelsen im Schambachtal, rechts oben die Rosenburg